# Gjin Zenevisi
Gjin Zenevisi (albanisch auch Gjon Zenebish[ti], mittelgriechisch Γκιόνης Ζενεβέσης, italienisch Giovanni Sarbissa; † 1418 auf Korfu) war ein albanischer Magnat und Heerführer im nördlichen Epirus.

## Leben
Gjin Zenevisi entstammte vermutlich einer ursprünglich genuesischen Familie, die in der Region Zagoria in Dryinupolis zwischen Përmet und Argyrokastron (Gjirokastra) ansässig war. Er beherrschte Vagenetia um die Stadt Delvina, in etwa die heutige Region Çamen in Nordwest-Griechenland; daneben wurde er auch als Herr von Pyrgo und Sayada bezeichnet. 1380 wurde er offenbar durch den byzantinischen Kaiser Johannes V. zum Sebastokrator erhoben (oder als solcher anerkannt); mit diesem Titel erscheint er in zwei venezianischen Dokumenten von 1387 und 1419. Zenevisi unterhielt gute Beziehungen zur Republik Venedig, deren Bürgerrecht er erhielt.
Als die von Karl Thopia herbeigerufenen osmanischen Türken 1385 erstmals in Epirus einfielen, ergab sich Zenevesi und überstellte seinen Sohn als Geisel nach Edirne an den Hof von Sultan Murad I. Sein Sohn konvertierte zum Islam und machte später unter dem Namen Hamza im osmanischen Militär Karriere. Kurz nach der Schlacht von Savra (18. September 1385) und seiner Unterwerfung rebellierte Zenevisi und brachte das stark befestigte Argyrokastron in seinen Besitz, hierzu offenbar ermuntert durch den Angriff des albanischen Despoten von Arta, Gjin Bua Shpata, auf die epirotische Hauptstadt Ioannina. 1386 nahm er offiziell den Titel eines Fürsten von Argyrokastron an.
Zenevisi heiratete eine namentlich nicht bekannte Tochter Shpatas und war somit seit 1396 ein Schwager des Despoten von Epirus, Esau de’ Buondelmonti. Dieser griff Zenevisi im April 1399 mit Unterstützung albanischer Stammeskrieger an, wurde aber bei Mesopotam besiegt und in Argyrokastron gefangengesetzt. Für die Freilassung seines Schwagers kassierte Zenevisi 10.000 Gulden Lösegeld von dessen Heimatstadt Florenz.
1411 und 1412 besiegte Zenevisi im Bündnis mit dem Despoten von Arta, Muriq Shpata, die Armee Carlos I. Tocco, der kurz zuvor zum Despoten von Epirus proklamiert worden war; er konnte jedoch Ioannina nicht einnehmen. Anfang 1413 forderte Sultan Musa Çelebi von ihm mit militärischem Nachdruck die Freilassung der von ihm misshandelten Archonten von Ioannina. Nach einer Niederlage gegen die Osmanen musste Zenevisi auf das venezianische Korfu fliehen, wo er – nach einer zwischenzeitlichen Rückkehr aufs Festland – 1418 starb. Im folgenden Jahr fiel Argyrokastron an die Osmanen. Gjins Sohn Depa Zenevisi kam 1435 bei einem letzten Rückeroberungsversuch ums Leben.

## Nachkommen
- Gjin Zenevisi hatte mit N. Shpata folgende Nachkommen:[7]
  - Amas ⚭ N. N.
    - Simon ⚭ N. N.
      - Lech
      - Philipp

  - Kyranna ⚭ Andrea III. Muzaka (zu den Nachkommen siehe Muzaka#Stammbaum der Familie)